# Boling-Iago (Teksas)
Boling-Iago je naseljeno mjesto za statističke potrebe u američkoj saveznoj državi Teksas. Prema popisu stanovništva iz 2010. u njemu je živjelo. stanovnika.